# Pivovar Holendr
Holendr je minipivovar se sídlem v bývalém Dělnickém domě zvaném Dělňák v Krásně nad Bečvou, místní části Valašského Meziříčí. Vznikl v roce 2015 a produkuje svrchně i spodně kvašená nefiltrovaná piva v širokém spektru od výčepní desítky přes ležáky až po speciály.